# Els Guiamets
Els Guiamets est une commune de la province de Tarragone, en Catalogne, en Espagne, de la comarque de Priorat.

## Personnalités
- Neus Català i Pallejà (1915-2019).